# Хван Ин Чу
Хван Ин Чу (кор. 黃銀秋; нар. 22 червня 1987) — південнокорейська борчиня вільного стилю, дворазова бронзова призерка чемпіонатів Азії, бронзова призерка Азійських ігор.

## Життєпис
Боротьбою почала займатися з 2006 року. Вона перейшла на боротьбу із дзюдо після того, як виявила, що техніки схожі та вирішила, що має хороші шанси виграти медалі з боротьби на міжнародних змаганнях. Закінчила Університет Вусука.
Виступала за борцівський клуб Південного Чхунчхону. Тренер — Лі Гон Хан.

## Спортивні результати на міжнародних змаганнях

### Виступи на Чемпіонатах світу
| Змагання                        | Збірна         | Вагова категорія          | Місце |
| ------------------------------- | -------------- | ------------------------- | ----- |
| Чемпіонат світу з боротьби 2015 | Південна Корея | жіноча боротьба, до 75 кг | 18    |
| Чемпіонат світу з боротьби 2018 | Південна Корея | жіноча боротьба, до 76 кг | 19    |
| Чемпіонат світу з боротьби 2019 | Південна Корея | жіноча боротьба, до 76 кг | 21    |

### Виступи на Чемпіонатах Азії
| Змагання                       | Збірна         | Вагова категорія          | Місце  |
| ------------------------------ | -------------- | ------------------------- | ------ |
| Чемпіонат Азії з боротьби 2008 | Південна Корея | жіноча боротьба, до 72 кг | 5      |
| Чемпіонат Азії з боротьби 2014 | Південна Корея | жіноча боротьба, до 75 кг | 7      |
| Чемпіонат Азії з боротьби 2015 | Південна Корея | жіноча боротьба, до 75 кг | 5      |
| Чемпіонат Азії з боротьби 2016 | Південна Корея | жіноча боротьба, до 75 кг | 7      |
| Чемпіонат Азії з боротьби 2018 | Південна Корея | жіноча боротьба, до 76 кг | Бронза |
| Чемпіонат Азії з боротьби 2019 | Південна Корея | жіноча боротьба, до 76 кг | Бронза |

### Виступи на Азійських іграх
| Змагання           | Збірна         | Вагова категорія          | Місце  |
| ------------------ | -------------- | ------------------------- | ------ |
| Азійські ігри 2014 | Південна Корея | жіноча боротьба, до 75 кг | Бронза |
| Азійські ігри 2018 | Південна Корея | жіноча боротьба, до 76 кг | 5      |

### Виступи на інших змаганнях
| Змагання                                                         | Збірна         | Вагова категорія          | Місце  |
| ---------------------------------------------------------------- | -------------- | ------------------------- | ------ |
| Олімпійський кваліфікаційний турнір з боротьби 2008 (Едмонтон)   | Південна Корея | жіноча боротьба, до 72 кг | 10     |
| Олімпійський кваліфікаційний турнір з боротьби 2008 (Хапаранда)  | Південна Корея | жіноча боротьба, до 72 кг | 9      |
| Олімпійський кваліфікаційний турнір з боротьби 2016 (Улан-Батор) | Південна Корея | жіноча боротьба, до 75 кг | 11     |
| Олімпійський кваліфікаційний турнір з боротьби 2016 (Стамбул)    | Південна Корея | жіноча боротьба, до 75 кг | 11     |
| Відкритий чемпіонат Китаю з боротьби 2018                        | Південна Корея | жіноча боротьба, до 76 кг | 4      |
| Турнір Дана Колова — Николи Петрова 2019                         | Південна Корея | жіноча боротьба, до 76 кг | 10     |
| Турнір міста Сассарі з боротьби 2019                             | Південна Корея | жіноча боротьба, до 76 кг | 15     |
| Турнір Дана Колова — Николи Петрова 2024                         | Південна Корея | жіноча боротьба, до 76 кг | Бронза |